# Coupe d'Europe Classic Teams
 (novembre 2018).
Si vous disposez d'ouvrages ou d'articles de référence ou si vous connaissez des sites web de qualité traitant du thème abordé ici, merci de compléter l'article en donnant les références utiles à sa vérifiabilité et en les liant à la section « Notes et références ».
La Coupe d'Europe Classic Teams a été créée en 2008 par la Confédération européenne de billard et regroupe les meilleures équipes de billard carambole aux jeux de série des plus grands championnats européens.

## Règles
À l’instar de la Ligue des champions dans d’autres sports, les équipes s’affrontent sous forme de poules qualificatives, les cinq meilleures équipes et le tenant du titre étant qualifiés pour la finale.

### Phases Finales
- 8 équipes réparties en 2 groupes de 4.
- Les 2 meilleurs de chaque poule se rencontrent en demi-finales croisées, puis la finale se joue entre les vainqueurs des demi-finales.

## Palmarès
| Année | Lieu       | Vainqueur             |
| ----- | ---------- | --------------------- |
| 2008  | Ronchin    | Cubri Etikon (1)      |
| 2009  | Haarlo     | JB Kupers (1)         |
| 2011  | Haarlo     | Cubri Etikon (2)      |
| 2012  | Hoogeveen  | Cubri Etikon (3)      |
| 2013  | Soissons   | Cubri Etikon (4)      |
| 2014  | Ronchin    | Cubri Etikon (5)      |
| 2015  | Rosmalen   | BC Vitkov Prague (1)  |
| 2016  | Prague     | BC Vitkov Prague (2)  |
| 2017  | Prague     | DBC Bochum (1)        |
| 2018  | Bochum     | Douarnenez Valdys (1) |
| 2019  | Douarnenez | Douarnenez Valdys (2) |
| 2020  | Douarnenez | Douarnenez Valdys (3) |
| 2023  | Douarnenez | Douarnenez Valdys (4) |
| 2024  | Douarnenez | Douarnenez Valdys (5) |
| 2025  | Douarnenez | Douai-Carvin (1)      |

## Palmarès des clubs champions d'Europe
| Rang | Clubs             | Titre(s) | Année(s)                       |
| ---- | ----------------- | -------- | ------------------------------ |
| 1    | Cubri Etikon      | 5        | 2008, 2011, 2012, 2013 et 2014 |
| 1    | Douarnenez Valdys | 5        | 2018, 2019, 2020, 2023 et 2024 |
| 2    | BC Vitkov Prague  | 2        | 2015 et 2016                   |
| 3    | DBC Bochum        | 1        | 2017                           |
| 3    | JB Kupers         | 1        | 2009                           |
| 3    | Douai-Carvin      | 1        | 2025                           |

## Palmarès des joueurs vainqueurs de la coupe d'Europe Classic Teams
| Rang | Joueurs             | Titre(s) | Année(s)                            |
| ---- | ------------------- | -------- | ----------------------------------- |
| 1    | Swertz Raymund      | 6        | 2009, 2018, 2019,2020, 2023 et 2024 |
| 2    | De Bruijn Jean-Paul | 5        | 2008, 2011, 2012, 2013 et 2014      |
| 2    | Faus Marek          | 5        | 2015, 2016, 2020, 2023 et 2024      |
| 2    | Le Deventec Grégory | 5        | 2018, 2019, 2020, 2023 et 2024      |
| 2    | Niessen Patrick     | 5        | 2008, 2011, 2012, 2013 et 2014      |
| 2    | Tilleman Henri      | 5        | 2008, 2011, 2012, 2013 et 2014      |
| 7    | Leppens Eddy        | 2        | 2015 et 2016                        |
| 7    | Soumagne Pierre     | 2        | 2018 et 2019                        |
| 7    | Zenkner Wolfgang    | 2        | 2015 et 2016                        |
| 10   | Havlik Ludger       | 1        | 2017                                |
| 10   | Jaspers Dick        | 1        | 2009                                |
| 10   | Nockemann Thomas    | 1        | 2017                                |
| 10   | Van Silfhout Michel | 1        | 2009                                |
| 10   | Van Etten Sam       | 1        | 2017                                |